# Cộng hoà Qaraqalpaqstan

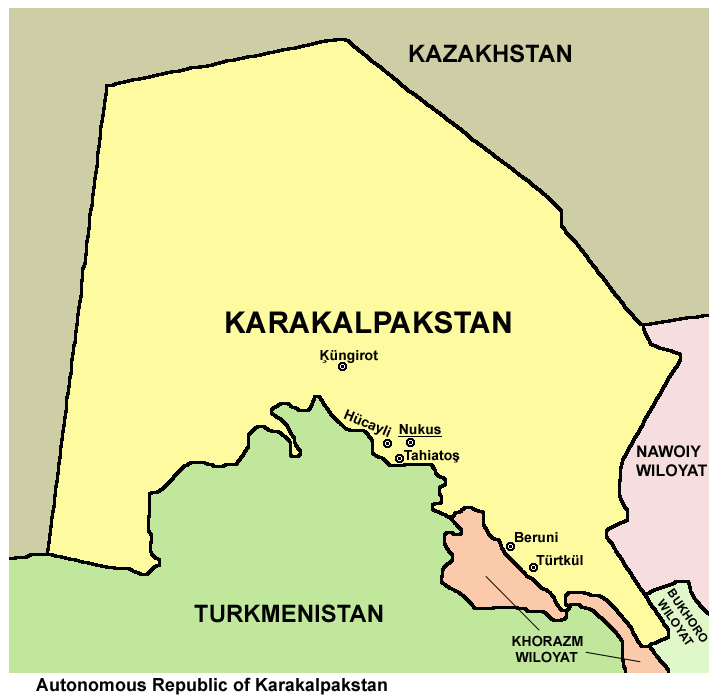

Qaraqalpaqstan hay Karakalpakstan (tiếng Karakalpak: Qaraqalpaqstan Respublikası hay Қарақалпақстан Республикасы; tiếng Uzbek: Qoraqalpog'iston Respublikasi hay Қоракалпоғистон Республикаси) là một nước cộng hòa tự trị thuộc Uzbekistan. Nó chiếm toàn bộ phần tây bắc của Uzbekistan. Thủ phủ là Nukus (tiếng Qaraqalpaq: No'kis hoặc Нөкис). Cộng hòa Qaraqalpaqstan có diện tích 160.000 km². Lãnh thổ của nó bao gồm vùng đất cổ Khwarezm, mặc dù trong văn học cổ điển Ba Tư, khu vực này được biết đến như là "Kat (کات)".

## Lịch sử
Từ khoảng năm 500 trước Công nguyên đến năm 500 sau Công nguyên, vùng Karakalpakstan là một khu vực nông nghiệp thịnh vượng được làm giàu bởi hệ thống tưới tiêu rộng lớn. Người Karakalpak, từng là những người chăn gia súc và ngư dân du mục, được ghi nhận lần đầu tiên vào thế kỷ 16. Karakalpakstan được Hãn quốc Khiva nhượng lại cho Đế quốc Nga vào năm 1873.
Dưới sự cai trị của Liên Xô, đây là một vùng tự trị trong nước Nga Xô viết trước khi trở thành một phần của Uzbekistan vào năm 1936. Khu vực này có lẽ đã thịnh vượng nhất vào những năm 1960 và 1970, khi hệ thống tưới tiêu từ Amu Darya được mở rộng. Vùng này đang bị hạn hán trên diện rộng, một phần do các kiểu thời tiết, nhưng phần lớn là do các sông Amu và Syr Darya được khai thác chủ yếu ở phía đông của đất nước. Mất mùa đã làm khoảng 48.000 người mất nguồn thu nhập chính của họ và tình trạng thiếu nước sạch đã tạo ra sự gia tăng của các bệnh truyền nhiễm.

## Địa lý
Karakalpakstan có diện tích chủ yếu là sa mạc và nằm ở phía tây Uzbekistan gần Biển Aral, ở phần thấp nhất của lưu vực Amu Darya. Nó có diện tích là 164.900 km² và được bao quanh bởi sa mạc. Sa mạc Kyzyl Kum nằm ở phía đông và sa mạc Karakum nằm ở phía nam. Một cao nguyên đá kéo dài về phía tây đến Biển Caspi.
Phía bắc giáp các tỉnh Aktobe và Kyzylorda của Kazakhstan, phía nam giáp tỉnh Balkan và Daşoguz của Turkmenistan và tỉnh Xorazm, phía đông giáp các tỉnh Navoiy và Buxoro, phía tây giáp tỉnh Mangistau của Kazakhstan.

## Chính trị
Cộng hòa Karakalpakstan chính thức có chủ quyền và chia sẻ quyền phủ quyết đối với các quyết định liên quan đến nó với Uzbekistan. Theo hiến pháp, quan hệ giữa Karakalpakstan và Uzbekistan được "điều chỉnh bởi các hiệp ước và thỏa thuận" và mọi tranh chấp đều được "giải quyết bằng cách hòa giải". Quyền ly khai của nó bị giới hạn bởi quyền phủ quyết của cơ quan lập pháp của Uzbekistan đối với bất kỳ quyết định ly khai nào. Điều 74, chương XVII, Hiến pháp Uzbekistan, quy định rằng: "Cộng hòa Karakalpakstan sẽ có quyền ly khai khỏi Cộng hòa Uzbekistan trên cơ sở một cuộc trưng cầu dân ý toàn quốc do người dân Karakalpakstan tổ chức."

## Nhân khẩu học
Dân số Karakalpakstan được ước tính khoảng 1,7 triệu người và vào năm 2007, ước tính có khoảng 400.000 dân số là người Karakalpak, 400.000 người Uzbek và 300.000 người Kazakh. Tên của họ có nghĩa là "Mũ đen", nhưng văn hóa Karakalpak đã bị mất trong quá trình Xô Viết đến nỗi ý nghĩa ban đầu của mũ đen hiện chưa được xác định. Tiếng Karakalpak được coi là gần gũi với tiếng Kazakh hơn là tiếng Uzbek. Ngôn ngữ này được viết bằng chữ cái Cyrill đã được sửa đổi vào thời Xô viết và được viết theo bảng chữ cái Latinh từ năm 1996.
Dân số tăng lên 1,8 triệu người vào năm 2017. Tỷ lệ sinh là 2,19%: khoảng 39.400 trẻ em được sinh ra vào năm 2017. Gần 8.400 người chết trong cùng thời kỳ. Tỷ lệ tử vong là 0,47%. Tốc độ tăng trưởng tự nhiên là 31.000, tương đương 1,72%.
Độ tuổi trung bình là 27,7 tuổi vào năm 2017, trẻ hơn so với phần còn lại của Uzbekistan (tuổi trung bình là 28,5 trên toàn quốc). Đàn ông 27,1 tuổi, trong khi phụ nữ 28,2 tuổi.
Ngoài thủ đô Nukus, các thành phố lớn bao gồm Xojeli (Cyrillic: Ходжейли), Taxiatosh (Тахиаташ), Shimbai (Шымбай), Konirat (Қоңырат) và Moynaq (Муйнак).

## Kinh tế
Nền kinh tế của khu vực từng phụ thuộc rất nhiều vào nghề đánh cá ở biển Aral. Bây giờ nó được hỗ trợ bởi bông, gạo và dưa. Thủy điện từ một trạm lớn do Liên Xô xây dựng trên sông Amu Darya cũng rất quan trọng.
Đồng bằng Amu Darya đã từng là nơi dân cư đông đúc, và hỗ trợ nông nghiệp dựa trên thủy lợi rộng lớn trong hàng ngàn năm. Dưới Khorezm, khu vực đạt được sức mạnh và sự thịnh vượng đáng kể. Tuy nhiên, sự thay đổi khí hậu dần dần trong nhiều thế kỷ, được tăng tốc bởi sự bốc hơi của con người ở Biển Aral vào cuối thế kỷ 20 đã tạo ra một khung cảnh hoang tàn trong khu vực. Các ốc đảo cổ của sông, hồ, đầm lầy, rừng và trang trại đang khô cạn và bị nhiễm độc bởi muối từ gió, và dư lượng phân bón và thuốc trừ sâu từ đáy biển khô của Biển Aral. Nhiệt độ mùa hè đã tăng 10 °C (18 °F) và nhiệt độ mùa đông đã giảm 10 °C (18 °F). Tỷ lệ thiếu máu, các bệnh về đường hô hấp và các vấn đề sức khỏe khác đã tăng lên đáng kể.

## Phân chia hành chính
Qaraqalpaqstan được chia thành 14 huyện:
|    | Tên huyện           | Huyện lỵ    |
| -- | ------------------- | ----------- |
| 1  | Amudarya (huyện)    | Man'g'it    |
| 2  | Beruniy (huyện)     | Beruniy     |
| 3  | Shimbay (huyện)     | Shimbay     |
| 4  | Ellikqala (huyện)   | Bostan      |
| 5  | Kegeyli (huyện)     | Kegeyli     |
| 6  | Moynaq (huyện)      | Moynaq      |
| 7  | No'kis (huyện)      | Aqman'g'it  |
| 8  | Qonliko'l (huyện)   | Qanliko'l   |
| 9  | Qon'irat (huyện)    | Qon'irat    |
| 10 | Qarao'zek (huyện)   | Qarao'zek   |
| 11 | Shomanay (huyện)    | Shomanay    |
| 12 | Taxtako'pir (huyện) | Taxtako'pir |
| 13 | To'rtko'l (huyện)   | To'rtko'l   |
| 14 | Xojeli (huyện)      | Xojeli      |

## Truyền thông

### Đài phát thanh
Năm 2009, đài phát thanh đầu tiên của Karakalpakstan đã được mở. Đài được gọi là Nukus FM, phát sóng trên tần số vô tuyến 100,4 MHz, chỉ trong Nukus.